# Stazione di Putignano San Pietro Piturno
La stazione di Putignano San Pietro Piturno è stata una fermata ferroviaria al servizio della località di San Pietro Piturno, frazione di Putignano, nella città metropolitana di Bari.
Posta sulla ferrovia Mungivacca-Putignano, è gestita dalle Ferrovie del Sud Est.

## Storia
La fermata è entrata in servizio nel 1992.

## Movimento
Pur formalmente attiva, la stazione non è servita da alcun treno, tanto da non essere nemmeno riportata sull'orario ufficiale di Ferrovie del Sud Est.